# 안드레아 도세나
안드레아 도세나(이탈리아어: Andrea Dossena, 1981년 9월 11일 ~ )는 이탈리아의 축구 감독이며, 전 축구 선수이다. 현역 시절 포지션은 왼쪽 풀백이었다.

## 축구인 경력

### 선수 경력
베로나에서 선수 생활을 시작하였으며 베로나에서 4시즌 간 활약하였다. 2005년 본인에 대한 공동소유권 계약을 체결한 트레비소로 이적하였다.
1시즌 후 우디네세로 이적한 후 주전 레프트 백으로 활약하며 욘 아르네 리세의 후계자를 찾던 잉글랜드의 명문 클럽 리버풀의 마음을 사로잡았고 2008년 7월 4일 리버풀로의 이적에 합의하였다. 하지만 인상적인 모습을 보여주지 못하며 파비우 아우렐리우에게 주전 자리를 내주었다.
2009-10 시즌 중반 나폴리로 이적하였다.
2013년 주전 경쟁에서 밀린 그는 겨울 이적 시장에서 팔레르모로 임대되었다.